# Gelbe Reihe (Belletristik)
Die Gelbe Reihe ist eine Buchreihe des Verlages Das Neue Berlin, die in der DDR von 1955 bis 1972 erschien.
Die Bezeichnung war zunächst nicht erkennbar vorgegeben, lediglich das Äußere der Bände hat gelbe Merkmale.

## Editionsgeschichte
Die Reihe wurde im Jahre 1955 begonnen. Es wurden zumeist Romane der Genre Abenteuerroman, Kriminalroman und Zukunftsroman veröffentlicht. Die Autoren stammten zumeist aus der DDR.
In den ersten 11 Jahren wurden die Bücher als Hardcoverausgabe (Halbleinen mit Schutzumschlag) im einheitlichen Format von 13 × 21 cm herausgegeben. Auf dem Buchdeckel befand sich eine kleine inhaltsbezogene Strichzeichnung, auf dem Rücken Titel und Autor. Auf dem farbigen Schutzumschlag befand sich zudem oben und unten ein namensgebender gelber Rand. Auf dem unteren stand meist eine Einteilung wie Abenteuerroman, Zukunftsroman oder Kriminalroman, manchmal schlicht Roman.
Im Jahre 1966 wurden das Aussehen und die Form geändert. Neben dem neuen Format von 12 × 20 cm wurde die Reihe auf cellophaniertes Paperback umgestellt. Das neue Äußere ist geprägt durch einen Kopf auf dem Cover, der neben Titel und Autor einen großen Buchstaben entsprechend der Klassifizierung des Werkes nach Abenteuer, Krimi oder Utopie enthält. Auf dem Cover befindet sich außerdem in einem Oval der namensgebende Schriftzug Gelbe Reihe.

## Liste
| Jahr/Auflage                                                                 | Titel                                                                    | Autor                                          | Illustrator                             | Genre (lt. Cover)    |
| ---------------------------------------------------------------------------- | ------------------------------------------------------------------------ | ---------------------------------------------- | --------------------------------------- | -------------------- |
| 1953                                                                         | Mit Kräuterschnaps und Gottvertrauen                                     | Wolfgang Schreyer                              |                                         |                      |
| 1956/2.                                                                      | Die Banknote                                                             | Wolfgang Schreyer                              |                                         |                      |
| 1955                                                                         | Zwielicht                                                                | Käthe Muskewitz, Bruno Stubert                 |                                         | Roman                |
| 1955, 1956/2., 1958/4. 1960/5.                                               | Der Weg ins Nichts                                                       | Friedrich Karl Kaul                            |                                         | Roman                |
| 1956/2.                                                                      | Ein Stern verrät den Täter                                               | H. L. Fahlberg                                 |                                         | Kriminalroman        |
| 1956/2.                                                                      | Die Banknote                                                             | Wolfgang Schreyer                              |                                         |                      |
| 1956, 1957/2., 1958/3.                                                       | Erde ohne Nacht                                                          | H. L. Fahlberg                                 | Karl Heinz Birkner                      | Zukunftsroman        |
| 1957, 1958/2., 1959/3.                                                       | Der blaue Aktendeckel                                                    | Friedrich Karl Kaul                            |                                         | Roman                |
| 1957, 1958/2.                                                                | Betatom                                                                  | H. L. Fahlberg                                 | Karl Heinz Birkner (nur Schutzumschlag) | Kriminalroman        |
| 1958                                                                         | Eldorado                                                                 | Martin Selber                                  | Gerhard Goßmann                         |                      |
| 1958                                                                         | Die Premiere fällt aus                                                   | A. G. Petermann                                | Karl Stratil                            |                      |
| 1958, 1962/4.                                                                | Die Teufelsmühle im Orinoco                                              | Karl Reiche                                    |                                         | Kriminalroman        |
| 1958, 1959/2.                                                                | Die Unsichtbaren                                                         | Günther Krupkat                                |                                         |                      |
| 1959, 1960/2., 1961/3., 1962/4., 1964/5., 1966/6., 1969/7., 1971/8., 1974/9. | Titanus                                                                  | Eberhardt del’Antonio                          | Adelhelm Dietzel                        | Zukunftsroman        |
| 1959                                                                         | Komplizen                                                                | Bruno Stubert                                  |                                         | Kriminalroman        |
| 1960/5.                                                                      | Und das Eis bleibt stumm                                                 | Martin Selber                                  | Karl Stratil                            | Expeditionsroman     |
| 1960                                                                         | Das Tal der sieben Monde                                                 | Harry Thürk                                    |                                         | Roman                |
| 1960                                                                         | Geständnis um Mitternacht                                                | Arne Leonhardt                                 | Lothar Wulsch                           | Roman                |
| 1964, 1965/2.                                                                | Gestrandet bei der Sonne Epsilon                                         | Jirí Brabenec und Zdenek Veselý                |                                         |                      |
| 1960, 1961/2.                                                                | Die grosse Grenze                                                        | Günther Krupkat                                | Hans Räde                               | Zukunftsroman        |
| 1961, 1966/5.                                                                | Der Wind stirbt vor dem Dschungel                                        | Harry Thürk                                    |                                         | Roman                |
| 1961                                                                         | Gefährliche Liebe                                                        | Georg Redmann                                  |                                         | Kriminalroman        |
| 1961/3.                                                                      | Der karibische Feuerofen                                                 | Martin Selber                                  |                                         |                      |
| 1962                                                                         | Im Schatten der Nacht                                                    | Bruno Stubert                                  |                                         |                      |
| 1962, 1964/2.                                                                | Einer weiss mehr                                                         | Judah Waten                                    |                                         | Kriminalroman        |
| 1957, 1958/2., 1959/3., 1960/4., 1962/5.                                     | Gigantum                                                                 | Eberhardt del'Antonio                          | Adelhelm Dietzel                        | Zukunftsroman        |
| 1963, 1964/2.                                                                | Der blaue Planet                                                         | Carlos Rasch                                   |                                         | Phantastischer Roman |
| 1963, 1964/2.                                                                | Als die Götter starben                                                   | Günther Krupkat                                |                                         | Utopischer Roman     |
| 1963                                                                         | Das geborgte Gesicht                                                     | Peter Addams                                   |                                         | Kriminalroman        |
| 1964                                                                         | Am Ende des Weges                                                        | Pawel Weshinow                                 |                                         | Kriminalroman        |
| 1964                                                                         | Das Phantom mit der Maske                                                | Fred Unger                                     |                                         | Kriminalroman        |
| 1964/2.                                                                      | Der scharlachrote Domino                                                 | Fred Unger                                     |                                         | Kriminalroman        |
| 1964                                                                         | Wo der Sand die Spuren deckt                                             | Martin Selber                                  |                                         | Abenteuerroman       |
| 1964, 1965/3.                                                                | Künstlerpension Boulanka                                                 | Fritz Erpenbeck                                |                                         | Kriminalromane       |
| 1964                                                                         | Der Tod zahlt mit Dukaten                                                | Wolfgang Held                                  |                                         | Kriminalroman        |
| 1965                                                                         | Tote reden nicht                                                         | Werner Toelcke                                 |                                         |                      |
| 1965                                                                         | Im Schatten der Tiefsee                                                  | Carlos Rasch                                   | Hans Räde                               | Zukunftsroman        |
| 1965                                                                         | Die Stimme der Unendlichkeit                                             | Hubert Horstmann                               |                                         | Zukunftsroman        |
| 1966                                                                         | Schüsse in den Anden                                                     | Rudolf Weiß                                    |                                         | Abenteuerroman       |
| 1966                                                                         | Der Hut des Kommissars                                                   | Werner Steinberg                               | ohne Ill.                               | K                    |
| 1966                                                                         | Verbrechen in der Regenbogenbucht aus dem Tschechischen von Josef Ulrich | Jirí Brabenec und Zdenek Veselý                |                                         | U                    |
| 1966/2.                                                                      | Duell mit dem Teufel                                                     | Klaus Beuchler                                 |                                         | Kriminalroman        |
| 1966, 1966/2., 1968/3., 1969/4., 1971/5.                                     | Heimkehr der Vorfahren                                                   | Eberhardt del'Antonio                          |                                         | Zukunftsroman - U    |
| 1966                                                                         | Das verbotene Zimmer                                                     | Fred Unger                                     |                                         |                      |
| 1967                                                                         | Aus dem Hinterhalt                                                       | Fritz Erpenbeck                                |                                         | K                    |
| 1967                                                                         | Engel für zehn Shilling                                                  | Peter Addams                                   |                                         | K                    |
| 1967                                                                         | Nebelnacht                                                               | Heiner Rank                                    | Rolf F. Müller (nur Umschlagzeichnung)  | K                    |
| 1967                                                                         | Kennwort Balt-Orient aus dem Tschechischen von Erwin Thielmann           | I. A. Jedlicka                                 | ohne Ill.                               | K                    |
| 1967, 1975/2.                                                                | Als die Götter starben                                                   | Günther Krupkat                                |                                         | U                    |
| 1967                                                                         | Der Ritt in die Berge                                                    | Wolf Dieter Brennecke                          |                                         | A                    |
| 1967                                                                         | Das Licht der Schwarzen Kerze                                            | Wolfgang Held                                  |                                         | A                    |
| 1967                                                                         | Souvenir aus Artopol                                                     | Karl-Heinz Weber                               |                                         | K                    |
| 1967                                                                         | Das Hobby des Herrn R.                                                   | Kurt Türke                                     |                                         | K                    |
| 1968                                                                         | Er ging allein                                                           | Werner Toelcke                                 |                                         | K                    |
| 1968                                                                         | Spur des Falken                                                          | Charles P. Henry                               |                                         | A                    |
| 1968/2.                                                                      | Der Fall Erika Groller                                                   | Karl-Heinz Weber                               | ohne Ill.                               | K                    |
| 1969                                                                         | Der Fall Fatima                                                          | Fritz Erpenbeck                                |                                         | K                    |
| 1969                                                                         | Feuer auf den Bergen                                                     | Ernst Keienburg                                |                                         | A                    |
| 1969                                                                         | Der Mörder trug Sandalen                                                 | Bernd Diksen (Erich Loest oder Werner Dembski) |                                         | K                    |
| 1969/2.                                                                      | Tödliche Bilanz                                                          | Fritz Erpenbeck                                |                                         | K                    |
| 1969/2.                                                                      | Kopfjäger                                                                | Alan Winnington                                |                                         | Abenteuerroman - A   |
| 1968, 1970/2.                                                                | Geheimnisvolle Strahlen. Utopischer Roman                                | Alexej Tolstoi                                 |                                         | U                    |
| 1970                                                                         | Der Juwelier aus der Kapuzinergasse. Abenteuerroman                      | Rostyslaw Sambuk                               | Karl Stratil                            | A                    |
| 1970                                                                         | Weiße Wölfe                                                              | Charles P. Henry                               |                                         | A                    |
| 1971                                                                         | Das verbotene Zimmer                                                     | Fred Unger                                     |                                         | K                    |
| 1972                                                                         | Tödlicher Irrtum                                                         | Charles P. Henry                               |                                         | A                    |

## Reminiszenzen
Im Jahr 1994 erschien im Aufbau Taschenbuch Verlag der Roman „Praktikanten“ von Arkadi und Boris Strugazki im typischen Layout der Gelben Reihe, allerdings in kleinerem Format und ohne Reihenbezeichnung.
Im Jahre 1998 erschien in Kleinauflage in der Edition Avalon ein einzelnes Buch im typischen Layout der Gelben Reihe, in gleicher Größe und auch mit dieser Serienbezeichnung.
| Jahr/Auflage | Titel                                    | Autor        | Illustrator     | Genre                |
| ------------ | ---------------------------------------- | ------------ | --------------- | -------------------- |
| 1998         | Peter dreht durch oder was wäre wenn...? | Horst Müller | Annemarie Britz | Phantastischer Roman |